# دائرة أولاد جلال
دائرة أولاد جلال هي إحدى دوائر ولاية أولاد جلال الجزائرية.